# Behrouz Shoeibi
Behrouz Shoeibi (persan :  بهروز شعیبی , parfois Behrouz Shoaybi), né le 9 avril 1980 à Machhad, est un acteur et réalisateur iranien. Le film Dehliz qu'il a réalisé en 2013, a reçu le prix Simorgh de cristal dans la catégorie meilleur film au 31e Festival du film de Fajr (Téhéran). Behrouz Shoeibi est également connu pour son jeu dans le film Or et Cuivre, paru en 2010. Il a remporté le grand prix au 44e festival international du film de Moscou (2022) pour son film Sans rendez-vous préalable. Ce film relate l'histoire de Yasmine (Pegah Ahangarani) qui, après trente ans d'exil à Munich, doit retourner en Iran après la mort de son père. Behrouz Shoeibi est aussi le réalisteur d'une série télévisée prisée en Iran, intitulée Parda nashein et diffusée à partir de 2014.

## Filmographie

### Réalisateur
- 2013 : Dehliz
- 2018 : Darkoob
- 2022 : Sans rendez-vous préalable (Bedoune gharare ghabli)

### Acteur
- 1998 : L'Agence de verre : Salam
- 2010 : Or et Cuivre